# Golden Grand Prix de lutte 2012
Navigation
Édition précédente Édition suivante
Les Golden Grand Prix de lutte 2012 sont composées pour chaque style de lutte de deux compétitions qualificatives et d'une finale ayant lieu du 21 au 23 septembre à Bakou en Azerbaïdjan.

## Résultats

### Lutte libreHommes

#### Golden Grand Prix Ivan Yariguin (Krasnoïarsk) - 26 au 29 janvier 2012
| Épreuves | Or                         | Argent                  | Bronze                        |
| -------- | -------------------------- | ----------------------- | ----------------------------- |
| 55 kg    | Dzhamal Otarsultanov (RUS) | Nariman Israpilov (RUS) | Artas Sanaa (RUS)             |
| 55 kg    | Dzhamal Otarsultanov (RUS) | Nariman Israpilov (RUS) | Aleksander Bogomoev (RUS)     |
| 60 kg    | Rasul Murtazaliev (RUS)    | Opan Sat (RUS)          | Bulat Batoev (RUS)            |
| 60 kg    | Rasul Murtazaliev (RUS)    | Opan Sat (RUS)          | Akhmed Chakaev (RUS)          |
| 66 kg    | Aslan Gogaev (RUS)         | Khetip Tsabolov (RUS)   | Soslan Ramonov (RUS)          |
| 66 kg    | Aslan Gogaev (RUS)         | Khetip Tsabolov (RUS)   | Adam Batirov (RUS)            |
| 74 kg    | Denis Tsargush (RUS)       | Adam Saitiev (RUS)      | Dauren Kurugliev (RUS)        |
| 74 kg    | Denis Tsargush (RUS)       | Adam Saitiev (RUS)      | Aniuar Geduev (RUS)           |
| 84 kg    | Anzor Urishev (RUS)        | Georgiy Rubaev (RUS)    | Anzor Baltukaev (RUS)         |
| 84 kg    | Anzor Urishev (RUS)        | Georgiy Rubaev (RUS)    | Magomed Ibragimov (RUS)       |
| 96 kg    | Abdusalam Gadisov (RUS)    | Ibragim Saidov (RUS)    | Georgi Ketoev (RUS)           |
| 96 kg    | Abdusalam Gadisov (RUS)    | Ibragim Saidov (RUS)    | Jake Varner (USA)             |
| 120 kg   | Bakhtiar Ahmedov (RUS)     | Tervel Dlagnev (USA)    | Magomedgadzhi Nurasulov (RUS) |
| 120 kg   | Bakhtiar Ahmedov (RUS)     | Tervel Dlagnev (USA)    | Soslan Gagloev (RUS)          |

#### Takhti Cup (Téhéran) - 10 au 11 mars 2012
| Épreuves | Or                                   | Argent                     | Bronze                           |
| -------- | ------------------------------------ | -------------------------- | -------------------------------- |
| 55 kg    | Nariman Israpilov (RUS)              | Bayaraa Naranbaatar (MGL)  | Rasaul Kaliyev (KAZ)             |
| 55 kg    | Nariman Israpilov (RUS)              | Bayaraa Naranbaatar (MGL)  | Giorgi Edisherashvili (GEO)      |
| 60 kg    | Behnam Ehsanpoor (IRN)               | Hassan Moradghaliei (IRN)  | Banzragch Bayanmunkh (MGL)       |
| 60 kg    | Behnam Ehsanpoor (IRN)               | Hassan Moradghaliei (IRN)  | Mostafa Aghajaniozonbolagh (IRN) |
| 66 kg    | Meysam Nasiri (IRN)                  | Magomedgadgi Abakaro (RUS) | Ilyas Bekbulatov (RUS)           |
| 66 kg    | Meysam Nasiri (IRN)                  | Magomedgadgi Abakaro (RUS) | Mohammad Naderi (IRN)            |
| 74 kg    | Mostafa Hosseinkhani (IRN)           | Alireza Ghasemi (IRN)      | Iman Mohammadian (IRN)           |
| 74 kg    | Mostafa Hosseinkhani (IRN)           | Alireza Ghasemi (IRN)      | Akzhurek Tanatarov (KAZ)         |
| 84 kg    | Ehsan Amini (IRN)                    | Magomed Ibragimov (RUS)    | Meisam Mostafajoukar (IRN)       |
| 84 kg    | Ehsan Amini (IRN)                    | Magomed Ibragimov (RUS)    | Reza Bayat (IRN)                 |
| 96 kg    | Abbas Tahan (IRN)                    | Elizbar Odikadze (GEO)     | Abazar Eslami (IRN)              |
| 96 kg    | Abbas Tahan (IRN)                    | Elizbar Odikadze (GEO)     | Elyas Bakhtiyari (IRN)           |
| 120 kg   | Seyed Mohammad Reza Azarshakib (IRN) | Komeil Ghasemi (IRN)       | Magomedgadzhi Nurasulov (RUS)    |
| 120 kg   | Seyed Mohammad Reza Azarshakib (IRN) | Komeil Ghasemi (IRN)       | Yerzhan Duissenbekov (KAZ)       |

#### Finale - Mémorial Heydar Aliyev (Bakou) - 21 au 23 septembre 2012
| Épreuves | Or                        | Argent                      | Bronze                               |
| -------- | ------------------------- | --------------------------- | ------------------------------------ |
| 55 kg    | Nariman Israpilov (RUS)   | Savdumzade Namik (AZE)      | Azar Pashayev (AZE)                  |
| 55 kg    | Nariman Israpilov (RUS)   | Savdumzade Namik (AZE)      | Artas Sanaa (RUS)                    |
| 60 kg    | Haci Aliyev (AZE)         | Aghahuseyn Mustafayev (AZE) | Sayatbek Okassov (KAZ)               |
| 60 kg    | Haci Aliyev (AZE)         | Aghahuseyn Mustafayev (AZE) | Joshgun Azimov (AZE)                 |
| 66 kg    | Dauren Zhumagazyyev (KAZ) | Emin Azizov (AZE)           | Gadzhimurad Omarov (AZE)             |
| 66 kg    | Dauren Zhumagazyyev (KAZ) | Emin Azizov (AZE)           | Ilyas Bekbulatov (RUS)               |
| 74 kg    | Rashid Kurbanov (UZB)     | Gadzhi Gadzhiev (RUS)       | Alexander Taymurazovic Gostiev (AZE) |
| 74 kg    | Rashid Kurbanov (UZB)     | Gadzhi Gadzhiev (RUS)       | Atsamaz Sanakoev (RUS)               |
| 84 kg    | Magomed Ibragimov (RUS)   | Semen Semenov (KAZ)         | Georgiy Rubaev (RUS)                 |
| 84 kg    | Magomed Ibragimov (RUS)   | Semen Semenov (KAZ)         | Albert Saritov (RUS)                 |
| 96 kg    | Elizbar Odikadze (GEO)    | Arslanbek Aliev (RUS)       | Shamil Akhmedov (RUS)                |
| 96 kg    | Elizbar Odikadze (GEO)    | Arslanbek Aliev (RUS)       | Les Everette Sigman (USA)            |
| 120 kg   | Giorgi Sakandelidze (GEO) | Edik Bazrov (RUS)           | Alan Anatolevitch Khugaev (RUS)      |
| 120 kg   | Giorgi Sakandelidze (GEO) | Edik Bazrov (RUS)           | Ali Isayev (AZE)                     |

### Lutte gréco-romaineHommes

#### Vehbi Emre (Istanbul) - 28 au 29 janvier 2012
| Épreuves | Or                       | Argent                   | Bronze                     |
| -------- | ------------------------ | ------------------------ | -------------------------- |
| 55 kg    | Mingiyan Semenov (RUS)   | Ivan Tatarinov (RUS)     | Alchin Aliyev (AZE)        |
| 55 kg    | Mingiyan Semenov (RUS)   | Ivan Tatarinov (RUS)     | Kohei Hasegawa (JPN)       |
| 60 kg    | Ibragim Labazanov (RUS)  | Ruslan Israfilov (UKR)   | Ryutaro Matsumoto (JPN)    |
| 60 kg    | Ibragim Labazanov (RUS)  | Ruslan Israfilov (UKR)   | Kamran Mammadov (AZE)      |
| 66 kg    | Refik Ayvazoglu (TUR)    | Ali Mohammadi (IRN)      | Mikhail Siamionau (BLR)    |
| 66 kg    | Refik Ayvazoglu (TUR)    | Ali Mohammadi (IRN)      | Vitaliy Rahimov (AZE)      |
| 74 kg    | Seref Tufenk (TUR)       | Ilia Gulbatashvili (GEO) | Aset Adilov (KAZ)          |
| 74 kg    | Seref Tufenk (TUR)       | Ilia Gulbatashvili (GEO) | Bilan Nalgiev (RUS)        |
| 84 kg    | Azamat Bikbaev (RUS)     | Danyel Gadzhiev (KAZ)    | Alan Khougaïev (RUS)       |
| 84 kg    | Azamat Bikbaev (RUS)     | Danyel Gadzhiev (KAZ)    | Javid Hamzatau (BLR)       |
| 96 kg    | Nakita Melnikov (RUS)    | Irakli Kajaia (GEO)      | Daigoro Timoncini (ITA)    |
| 96 kg    | Nakita Melnikov (RUS)    | Irakli Kajaia (GEO)      | Gadabadze Shalva (AZE)     |
| 120 kg   | Murmukhan Tinaliev (KAZ) | Aleksandr Anuchin (RUS)  | Ioseb Chugoshvili (BLR)    |
| 120 kg   | Murmukhan Tinaliev (KAZ) | Aleksandr Anuchin (RUS)  | Amir Ghaseb Imonjazi (IRN) |

#### Grand Prix de Hongrie (Szombathely) - 11 au 12 février 2012
| Épreuves | Or                   | Argent                     | Bronze                      |
| -------- | -------------------- | -------------------------- | --------------------------- |
| 55 kg    | Ayhan Karakus (TUR)  | Peter Modos (HUN)          | Vyugar Ragimov (UKR)        |
| 55 kg    | Ayhan Karakus (TUR)  | Peter Modos (HUN)          | Harun Bozoglu (TUR)         |
| 60 kg    | Mustafa Saglan (TUR) | Konstantin Balitskiy (UKR) | Istvan Kozak (HUN)          |
| 60 kg    | Mustafa Saglan (TUR) | Konstantin Balitskiy (UKR) | István Lévai (SVK)          |
| 66 kg    | Tamas Lorincz (HUN)  | Dominik Etlinger (CRO)     | Aleksandar Maksimovic (SRB) |
| 66 kg    | Tamas Lorincz (HUN)  | Dominik Etlinger (CRO)     | Balint Korpasi (HUN)        |
| 74 kg    | Martin Szabo (HUN)   | Bozo Starcevic (CRO)       | Mark Madsen (DEN)           |
| 74 kg    | Martin Szabo (HUN)   | Bozo Starcevic (CRO)       | Renato Kun (HUN)            |
| 84 kg    | Peter Bacsi (HUN)    | Selcuk Cebi (TUR)          | Ara Abrahamian (SWE)        |
| 84 kg    | Peter Bacsi (HUN)    | Selcuk Cebi (TUR)          | Viktor Lorincz (HUN)        |
| 96 kg    | Balázs Kiss (HUN)    | Dimitryy Timchenko (UKR)   | Sergiy Eroshkin (UKR)       |
| 96 kg    | Balázs Kiss (HUN)    | Dimitryy Timchenko (UKR)   | Sinisa Hogac (CRO)          |
| 120 kg   | Heiki Nabi (EST)     | Ismail Guzel (TUR)         | Daniel Ligeti (HUN)         |
| 120 kg   | Heiki Nabi (EST)     | Ismail Guzel (TUR)         | Igor Didyk (UKR)            |

#### Finale - Mémorial Heydar Aliyev (Bakou) - 21 au 23 septembre 2012
| Épreuves | Or                     | Argent                   | Bronze                     |
| -------- | ---------------------- | ------------------------ | -------------------------- |
| 55 kg    | Orkhan Ahmadov (AZE)   | Vilayat Gahramanli (AZE) | Harun Bozoglu (TUR)        |
| 55 kg    | Orkhan Ahmadov (AZE)   | Vilayat Gahramanli (AZE) | Khurshud Babashov (AZE)    |
| 60 kg    | Kamran Mammadov (AZE)  | Sakit Jalilov (AZE)      | Kostyantyn Balitskyy (UKR) |
| 60 kg    | Kamran Mammadov (AZE)  | Sakit Jalilov (AZE)      | Elmurat Tasmuradov (UZB)   |
| 66 kg    | Balint Korpasi (HUN)   | Yaraslau Kardash (BLR)   | Rasul Junayev (AZE)        |
| 66 kg    | Balint Korpasi (HUN)   | Yaraslau Kardash (BLR)   | Denys Demyankov (UKR)      |
| 74 kg    | Dmytro Pyshkov (UKR)   | Mark Madsen (DEN)        | Elvin Mursaliyev (AZE)     |
| 74 kg    | Dmytro Pyshkov (UKR)   | Mark Madsen (DEN)        | Imil Sharafetdinov (RUS)   |
| 84 kg    | Viktor Lorincz (HUN)   | Ald Toom (EST)           | Azamat Bikbaev (RUS)       |
| 84 kg    | Viktor Lorincz (HUN)   | Ald Toom (EST)           | Rafig Huseynov (AZE)       |
| 96 kg    | Gadabadze Shalva (AZE) | Daigoro Timoncini (ITA)  | Sergiy Yeroshkin (UKR)     |
| 96 kg    | Gadabadze Shalva (AZE) | Daigoro Timoncini (ITA)  | Islam Mogamedov (RUS)      |
| 120 kg   | Juszup Nunajev (HUN)   | Ioseb Chugoshvili (BLR)  | Igor Didyk (UKR)           |
| 120 kg   | Juszup Nunajev (HUN)   | Ioseb Chugoshvili (BLR)  | Daniel Ligeti (HUN)        |

### Lutte libreFemmes

#### Golden Grand Prix Ivan Yariguin (Krasnoïarsk) - 26 au 29 janvier 2012
| Épreuves | Or                    | Argent                      | Bronze                    |
| -------- | --------------------- | --------------------------- | ------------------------- |
| 48 kg    | Irini Merleni (UKR)   | Juki Irie (JPN)             | Ljubov Salnikova (RUS)    |
| 48 kg    | Irini Merleni (UKR)   | Juki Irie (JPN)             | Marina Vilmova (RUS)      |
| 51 kg    | Risako Kawai (JPN)    | Alena Adashinskaja (RUS)    | Jessikz Medinz (USA)      |
| 51 kg    | Risako Kawai (JPN)    | Alena Adashinskaja (RUS)    | Ekaterina Krasnova (RUS)  |
| 55 kg    | Kanako Murata (JPN)   | Valerija Zholobova (RUS)    | Ayim Abdildina (KAZ)      |
| 55 kg    | Kanako Murata (JPN)   | Valerija Zholobova (RUS)    | Marija Gurova (RUS)       |
| 59 kg    | Anna Polovneva (RUS)  | Anastasija Grigorjeva (LAT) | Manhtujaa Tungalag (MGL)  |
| 59 kg    | Anna Polovneva (RUS)  | Anastasija Grigorjeva (LAT) | Anna Vasilenko (UKR)      |
| 63 kg    | Kaori Ichō (JPN)      | Natalia Smirnova (RUS)      | Erin Clodgo (USA)         |
| 63 kg    | Kaori Ichō (JPN)      | Natalia Smirnova (RUS)      | Lubov Volosova (RUS)      |
| 67 kg    | Sara Dose (JPN)       | Julia Bartnovskaya (RUS)    | Tatyana Zaharova (KAZ)    |
| 67 kg    | Sara Dose (JPN)       | Julia Bartnovskaya (RUS)    | Natalja Kuksina (RUS)     |
| 72 kg    | Stanka Hristova (BUL) | Burmaa Ochirbat (MGL)       | Alena Starodubtseva (RUS) |
| 72 kg    | Stanka Hristova (BUL) | Burmaa Ochirbat (MGL)       | Natalia Vorobieva (RUS)   |

#### Klippan Lady Open (Klippan) - 17 au 19 février 2012
| Épreuves | Or                      | Argent                   | Bronze                      |
| -------- | ----------------------- | ------------------------ | --------------------------- |
| 48 kg    | Iwona Matkowska (POL)   | Marina Vilmova (RUS)     | Ljubov Salnikova (RUS)      |
| 48 kg    | Iwona Matkowska (POL)   | Marina Vilmova (RUS)     | Mercedesz Denes (HUN)       |
| 51 kg    | Risako Kawai (JPN)      | Whitney Conder (USA)     | Jessica Medina (USA)        |
| 51 kg    | Risako Kawai (JPN)      | Whitney Conder (USA)     | Anri Kimura (JPN)           |
| 55 kg    | Sofia Mattsson (SWE)    | Katarzyna Krawczyk (POL) | Anna Gomis (FRA)            |
| 55 kg    | Sofia Mattsson (SWE)    | Katarzyna Krawczyk (POL) | Roksana Zasina (POL)        |
| 59 kg    | Yui Sakano (JPN)        | Ida Therese Nerell (SWE) | Emese Szabo (HUN)           |
| 59 kg    | Yui Sakano (JPN)        | Ida Therese Nerell (SWE) | Anastasija Grigorjeva (LAT) |
| 63 kg    | Henna Johansson (SWE)   | Monika Michalik (POL)    | Erin Clodgo (USA)           |
| 63 kg    | Henna Johansson (SWE)   | Monika Michalik (POL)    | Natalia Smirnova (RUS)      |
| 67 kg    | Adeline Gray (USA)      | Elif Yesilirmak (TUR)    | Marianna Sastin (HUN)       |
| 67 kg    | Adeline Gray (USA)      | Elif Yesilirmak (TUR)    | Yurika Ichikawa (JPN)       |
| 72 kg    | Natalia Vorobieva (RUS) | Maider Unda (ESP)        | Shéhérazade Bentorki (FRA)  |
| 72 kg    | Natalia Vorobieva (RUS) | Maider Unda (ESP)        | Jenny Fransson (SWE)        |

#### Finale - Mémorial Heydar Aliyev (Bakou) - 21 au 23 septembre 2012
| Épreuves | Or                          | Argent                     | Bronze                    |
| -------- | --------------------------- | -------------------------- | ------------------------- |
| 48 kg    | Anna Iwamure (JPN)          | Nataliya Pulkovska (UKR)   | Elena Vostrikova (RUS)    |
| 48 kg    | Anna Iwamure (JPN)          | Nataliya Pulkovska (UKR)   | Shafag Muradzade (AZE)    |
| 51 kg    | Yu Miyahara (JPN)           | Anzhela Dorogan (AZE)      | Zufiiya Jakhyarova (KAZ)  |
| 51 kg    | Yu Miyahara (JPN)           | Anzhela Dorogan (AZE)      | Roksana Zasina (POL)      |
| 55 kg    | Kanako Murata (JPN)         | Katarzyna Krawczyk (POL)   | Tatiana Debien (FRA)      |
| 55 kg    | Kanako Murata (JPN)         | Katarzyna Krawczyk (POL)   | Iryna Husyak (UKR)        |
| 59 kg    | Yuo Sakano (JPN)            | Ganna Vasylenko (UKR)      | Irina Netreba (AZE)       |
| 59 kg    | Yuo Sakano (JPN)            | Ganna Vasylenko (UKR)      | Lisa Holgersson (SWE)     |
| 63 kg    | Anastasija Grigorjeva (LAT) | Yuliya Ostapchuk (UKR)     | Yurika Ito (JPN)          |
| 63 kg    | Anastasija Grigorjeva (LAT) | Yuliya Ostapchuk (UKR)     | Inna Trazhukova (RUS)     |
| 67 kg    | Nadya Sementsova (AZE)      | Veronica Carlson (USA)     | Chiaki Iijima (JPN)       |
| 67 kg    | Nadya Sementsova (AZE)      | Veronica Carlson (USA)     | Sara Doshō (JPN)          |
| 72 kg    | Anna Fransson (SWE)         | Kateryna Burmistrova (UKR) | Agnieszka Wieszczek (POL) |
| 72 kg    | Anna Fransson (SWE)         | Kateryna Burmistrova (UKR) | Burmaa Ochirbat (MGL)     |